# Yue (Staat)
Yue (chinesisch 越國 / 越国, Pinyin Yuègúo), auch Yuyue (於越 / 於越,  Yúyuè), war ein Staat in China, der zur Zeit der Frühlings- und Herbstannalen in etwa in dem Gebiet des heutigen Zhejiang lag.
Die Hauptstadt Kuaiji (會稽 / 会稽,  Kuàijī) befand sich in der Nähe des heutigen Shaoxing.

## Geschichte
Der Staat Yue erscheint für 601, 544, 538, 518 und 506 v. Chr. namentlich in den Quellen. Die Einwohner waren Fischer der Küstenregionen und See- und Flussschifffahrt bildete eine wichtige wirtschaftliche Basis. Schon die Shang machten sich zeitweise Sorgen um Krieg mit den Yue, wie beschriftete Orakelknochen zeigen. (Für das Zeichen Yue steht dabei eine Yue-Axt.)
Die Herrscherliste ist unklar, denn es existieren drei verschiedene Versionen (das Shiji, das Yuejueshu und die Bambusannalen), die nur in wenigen Punkten (z. B. bei König Goujian) übereinstimmen. Die Herrscher von Yue beriefen sich auf direkte Abstammung vom Urkaiser Yu dem Großen. Konkret sollte Wu Yu, ein Sohn des sechsten Xia-Königs Shao Kang, das Grab dieses Ahnherren instand halten und gründete so Yue. Zehn Generationen später geriet das Land in Unordnung und ein angeblicher Nachkomme, Wu Ren, gründete Yue neu. Allerdings ist die Überlieferung über Yue von der chinesischen Geschichtsbetrachtung geprägt und daher mit Vorsicht zu sehen. Die Yue-Herrscher zur Zeit der späten Frühlings- und Herbstannalen scheinen wiederholt mit dem Herrscherhaus von Chu harmoniert zu haben und könnten die Ahnenlinie gefälscht haben, um sich von Chu zu distanzieren, von dessen Herrscherhaus sie tatsächlich abstammten. Konkret könnte z. B. der Chu-König Xiong Qu (ca. 887 v. Chr.) seinen Sohn Zhi Ci als Yue-König etabliert haben.
Der Rivale des Königreiches Yue war der benachbarte Staat Wu, der sich unter König Fuchai (regierte 496–473 v. Chr.) vom Bereich südlich des unteren Yangtse zum Mittellauf des Yangtse hin ausdehnte. König Fuchais Gegenspieler war König Goujian von Yue (regierte 496–465 v. Chr.). Zuerst wurde Yue besiegt, Goujian als Sklave am Wu-Hofe gehalten und wieder freigelassen. Er sann auf Rache und ein Minister empfahl Xi Shi, eine der Vier Schönheiten. Xi Shi wurde als Konkubine zu dem Wu-König geschickt, woraufhin Fuchai seine Amtspflichten vergaß und 18 Jahre später besiegt und getötet werden konnte. Im Jahr 473 v. Chr. jedenfalls eroberte König Goujian von Yue den benachbarten Staat Wu und verlegte 468 v. Chr. die Hauptstadt nach Lang Ye (heute im westl. Shandong).  Als die Zeit der Streitenden Reiche anbrach, war Yue einer der mächtigsten Staaten in China. Das lag u. a. daran, dass Yue und Wu schon auf gut organisierte und disziplinierte Infanterie setzten, als im chinesischen Kernland noch die unpraktischen Streitwagen verwendet wurden.
König Goujian soll auch mit der Moral der Vorfahren gebrochen haben. Bis dahin heirateten ältere Frauen jüngere Männer und ältere Männer heirateten jüngere Frauen und der Brauch bewirkte eine Geburtenkontrolle. Goujian untersagte das, um durch passende Partnerwahl im Volk größeren Kinderreichtum zu erlangen.
Ein weiterer kriegerischer König war Zhu Gou (Wang Weng, 449–413 v. Chr.). Er beerbte Mang Gu (Bu Shou, 459–449 v. Chr., ermordet), rundete sein Land mit der Eroberung der Kleinstaaten Teng, Tan, Zheng, z. T. Ju ab und stritt sich bereits mit Chu. Gewöhnlich waren die Kriege mit Chu erfolgreich, da die Fließrichtung der Flüsse Rückzüge für Yue erleichterte und für Chu erschwerte.
Im vierten Jahrhundert v. Chr. kam es zu mehreren Thronwechseln, verbunden mit Streitigkeiten und Morden im Herrscherhaus, ferner wurde die Hauptstadt (zumindest zeitweise) 379 v. Chr. nach Wu verlegt.
Schließlich wurde Yue 334 v. Chr. unter seinem letzten König Jiang (reg. 355–334 v. Chr.) vom Rivalen Chu annektiert, nachdem Jiang den Chu-König Chu Wei-wang (reg. 339–329 v. Chr.) angegriffen hatte, aber besiegt und getötet wurde. Die Annexion war aber entweder nicht von Dauer oder erstreckte sich nur auf einen Teil des Gebietes, denn es gibt Indizien für den Fortbestand von Yue. Für das Jahr 312 v. Chr. taucht es nochmal in den Bambusannalen auf: es sandte Waren als Geschenke an Wei um eine Allianz zu schließen. Und der Chu-König Kaoli-wang (reg. 262–238 v. Chr.) soll erneut Lang Ye von Yue erobert haben. Zumindest ist eine Desintegration des Staates in Gruppen unter Königen und Lords wahrscheinlich, die Vasallen von Chu waren. Ein Prinz gründete z. B. Min-Yue und noch in späterer Zeit sahen mehrere Häuptlinge und Könige der Min-Yue die alten Yue-Herrscher, speziell den König Goujian, als ihre Ahnherren an.